# Junior női kézilabda-Európa-bajnokság
A junior női kézilabda-Európa-bajnokság az Európai Kézilabda-szövetség (EHF) szervezésében kétévente megrendezésre kerülő nemzetközi női kézilabdatorna, 19 év alatti játékosok számára. A bajnokságon a selejtezők után 16 nemzet válogatottja vesz részt. Az eseményt 1996 óta rendezik.
A magyar junior női kézilabda-válogatott három aranyérmet szerzett: 2019-ben, 2021-ben és 2023-ban.

## Tornák
| Év   | Rendező       | Döntő           | Döntő    | Döntő             | Bronzmérkőzés           | Bronzmérkőzés | Bronzmérkőzés      |
| Év   | Rendező       | Aranyérmes      | Eredmény | Ezüstérmes        | Bronzérmes              | Eredmény      | Negyedik helyezett |
| ---- | ------------- | --------------- | -------- | ----------------- | ----------------------- | ------------- | ------------------ |
| 1996 | Lengyelország | · Dánia         | 24–23    | · Ukrajna         | · Oroszország           | 22–19         | · Norvégia         |
| 1998 | Szlovákia     | · Románia       | 33–24    | · Litvánia        | · Oroszország           | 28–27         | · Törökország      |
| 2000 | Franciaország | · Románia       | 30–28    | · Oroszország     | · Horvátország          | 25–23         | · Svédország       |
| 2002 | Finnország    | · Oroszország   | 25–24    | · Magyarország    | · Spanyolország         | 27–19         | · Hollandia        |
| 2004 | Csehország    | · Oroszország   | 25–24    | · Norvégia        | · Szerbia és Montenegró | 39–28         | · Franciaország    |
| 2007 | Törökország   | · Dánia         | 29–19    | · Spanyolország   | · Románia               | 36–31         | · Svédország       |
| 2009 | Magyarország  | · Norvégia      | 29–27    | · Magyarország    | · Oroszország           | 29–24         | · Németország      |
| 2011 | Hollandia     | · Dánia         | 29–27    | · Hollandia       | · Ausztria              | 34–28         | · Szerbia          |
| 2013 | Dánia         | · Oroszország   | 36–28    | · Magyarország    | · Dánia                 | 33–22         | · Norvégia         |
| 2015 | Spanyolország | · Dánia         | 29–26    | · Oroszország     | · Svédország            | 25–24         | · Magyarország     |
| 2017 | Szlovénia     | · Franciaország | 31–26    | · Oroszország DSQ | · Dánia                 | 28–26         | · Magyarország     |
| 2019 | Magyarország  | · Magyarország  | 27–20    | · Hollandia       | · Norvégia              | 29–26         | · Oroszország      |
| 2021 | Szlovénia     | · Magyarország  | 31–22    | · Oroszország     | · Franciaország         | 30–29         | · Svédország       |
| 2023 | Románia       | · Magyarország  | 35–26    | · Dánia           | · Románia               | 39–32         | · Portugália       |
| 2025 | Montenegró    | · Németország   | 34–27    | · Spanyolország   | · Dánia                 | 38–14         | · Ausztria         |

- 2018 áprilisában az EHF úgy határozott, hogy három játékos doppingvétsége miatt törli az orosz válogatott eredményét 2017-es junior Európa-bajnokságon.[1]

## Éremtáblázat
Az alábbi táblázat az 1996–2025 között megrendezett junior női Európa-bajnokságokon érmet nyert csapatokat tartalmazza.
Magyarország csapata eltérő háttérszínnel kiemelve.
| Helyezés | Nemzet                | Arany | Ezüst | Bronz | Összesen |
| 1.       | Dánia                 | 4     | 2     | 2     | 8        |
| 2.       | Oroszország           | 3     | 3     | 3     | 9        |
| 3.       | Magyarország          | 3     | 3     | 1     | 7        |
| 4.       | Románia               | 2     | 0     | 2     | 4        |
| 5.       | Norvégia              | 1     | 1     | 1     | 3        |
| 6.       | Franciaország         | 1     | 0     | 1     | 2        |
| 7.       | Németország           | 1     | 0     | 0     | 1        |
| 8.       | Spanyolország         | 0     | 2     | 1     | 3        |
| 9.       | Hollandia             | 0     | 2     | 0     | 2        |
| 10.      | Litvánia              | 0     | 1     | 0     | 1        |
| 10.      | Ukrajna               | 0     | 1     | 0     | 1        |
| 12.      | Ausztria              | 0     | 0     | 1     | 1        |
| 12.      | Horvátország          | 0     | 0     | 1     | 1        |
| 12.      | Szerbia és Montenegró | 0     | 0     | 1     | 1        |
| 12.      | Svédország            | 0     | 0     | 1     | 1        |